# Totana
Totana es un municipio y ciudad española perteneciente a la Región de Murcia. Situada en la comarca del Bajo Guadalentín, es cabeza del partido judicial del mismo nombre. Cuenta con una población de 33 663 habitantes (INE 2024).

## Toponimia
Según las últimas investigaciones el término de Totana podría derivarse de Totanés y este, de Tutanesio, célebre monasterio visigodo ubicado en las cercanías de Toletum, capital del reino. Totanés es asimismo un municipio de la provincia de Toledo.
Por otro lado, José García Antón establece una clara relación entre la Deitana romana y la Tawtana árabe, por la deformación en la copia del pacto de Tudmir por diversos autores árabes, a través de Baltana.

## Historia
En época romana el actual municipio de Totana era conocido como Mave, y según el historiador don Aureliano Fernández Guerra, estaba compuesto por los judíos inmigrantes de la provincia de Tarraconense, expulsados de allí debido a su afán por las relaciones incestuosas. Fue la capital de Mavitania, en Murcia, y equivale a la actual Totana, que perdió su nombre para tomar el del célebre Monasterio de Tutanesio. En otras fuentes como la Historia de las instituciones sociales de la España goda, el académico Eduardo Pérez Pujol en su obra póstuma hace una reseña: Mavitania, hoy Totana, del monasterio de Tutanesio.
Según García Antón, podría tratarse de la antigua población de Blntla (Baltana), siendo por tanto una de las ciudades incluidas en el Pacto de Teodomiro del 713 por el que éste obtendría la paz de Abd al-Aziz ibn Musa, «sus súbditos no serán muertos, ni hechos prisioneros, ni separados de sus esposas e hijos; de que no se les impedirá la práctica de su religión [...] mientras satisfaga las obligaciones». Este núcleo se podría corresponder con Las Cabezuelas, yacimiento con una ocupación desde la Edad de Bronce hasta el siglo XI, pudiendo ser igualmente la Towtana andalusí, donde tuvo su residencia Abderraman I tras tomarla en el 779 y repartir las tierras, emplazamiento abandonado tras los sucesos relacionados con el sitio de Aledo en 1089.
En 1243, tras el Tratado de Alcaraz, el infante Alfonso de Castilla integró este territorio en la Corona del mismo nombre en virtud del Tratado de Alcaraz.
Su consolidación como población se debe al final de la peligrosidad fronteriza en el Reino de Murcia en los últimos años del siglo XV y principios del XVI, cuando la caída del Reino de Granada y la unión de las coronas de Castilla y Aragón permitió que la población comenzara a ocupar los valles (como es el caso del valle del Guadalentín), en detrimento de los emplazamientos defensivos en las montañas. Así, la población serrana de Aledo comenzó a trasladarse al emplazamiento actual de Totana, sito en el valle.
De esta manera Totana, que había sido un arrabal de Aledo, acabó por convertirse en cabeza municipal, no siendo hasta 1793 cuando se produjo la independencia de ambos núcleos en municipios separados.
La localidad se sumó al Cantón Murciano proclamado el 12 de julio de 1873 en Cartagena, en el marco de la sublevación cantonal, constituyendo su respectiva Junta Revolucionaria. Años después, en 1885, Totana quedó conectada por ferrocarril gracias a la inauguración de la línea Alcantarilla-Lorca, del que sería el ferrocarril Murcia-Granada.
En 1918, el rey Alfonso XIII concedió a la entonces villa de Totana el título de ciudad, como ocurrió con otros muchos municipios españoles debido al desarrollo de su agricultura, industria y comercio experimentado a finales del siglo XIX y comienzos del XX, así como por su adhesión a la monarquía constitucional.

## Geografía
Integrado en la comarca de Bajo Guadalentín, se sitúa a 48 kilómetros de la capital murciana. El término municipal está atravesado por la autovía del Mediterráneo (A-7), la autovía RM-3 (Totana-Mazarrón) y la carretera regional RM-502, que conecta con Aledo. La antigua carretera N-340 atraviesa el caso urbano. 
Su término municipal tiene una superficie de 287,67 km² y colonda con los términos municipales de Mula, Lorca, Aledo, Alhama de Murcia y Mazarrón.

### Relieve

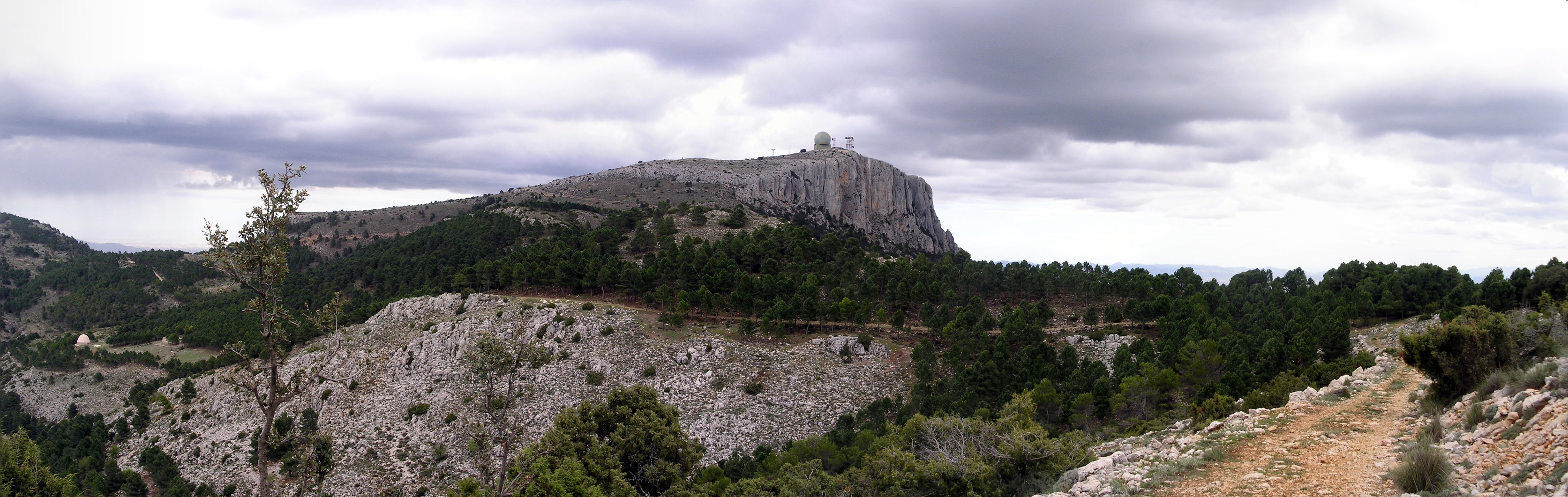
Vista del Morrón de Totana, máxima altitud de sierra Espuña y del término municipal totanero

La superficie del término municipal es mayoritariamente de relieves abruptos, aunque existen zonas llanas, por lo que en este territorio se dan grandes contrastes en los aspectos morfológicos en lo que se refiere al relieve. Dentro de la extensión territorial de Totana pueden distinguirse dos grandes unidades físicas claramente definidas, los relieves montañosos (como sierra Espuña) y la depresión prelitoral.
De norte a sur, aparece la primera unidad, sierra Espuña, donde se localizan las cotas más altas del municipio (Morrón, 1585 m) así como el parque regional del mismo nombre. La segunda unidad, situada más al sur del territorio es la depresión prelitoral murciana, que al ser un valle aluvial sobre una fosa tectónica, presenta un relieve muy suave, casi plano, con altitudes entre 180-300 metros recorrida por el río Guadalentín. La altitud oscila por tanto entre los 1585 m del pico Espuña y los 180 m en el valle del Guadalentín. El núcleo urbano de Totana se alza a 255 m sobre el nivel del mar.

### Clima
El clima de Totana es de tipo mediterráneo tendiendo a árido. Inviernos no muy fríos, veranos calurosos y precipitaciones escasas. En Totana, los veranos son cortos, cálidos, áridos y mayormente despejados y los inviernos son largos, fríos, secos y parcialmente nublados. Durante el transcurso del año, la temperatura generalmente varía de 4 °C a 32 °C y rara vez baja a menos de -1 °C o sube a más de 35 °C. La temporada calurosa dura 2,9 meses, del 15 de junio al 12 de septiembre, y la temperatura máxima promedio diaria es más de 29 °C. El mes más cálido del año en Totana es agosto, con una temperatura máxima promedio de 32 °C y mínima de 20 °C. La temporada fresca dura 3,9 meses, del 16 de noviembre al 13 de marzo, y la temperatura máxima promedio diaria es menos de 18 °C. El mes más frío del año en Totana es enero, con una temperatura mínima promedio de 4 °C y máxima de 15 °C. La precipitación media anual no llega a los 200 mm (191,3).
Sin embargo, la zona de sierra Espuña cuenta con un clima mediterráneo de montaña, aunque matizado según la exposición a los vientos húmedos, el flujo de brisas, la insolación y la altitud. En general, las temperaturas medias anuales se sitúan alrededor de los 17 °C en las estribaciones de la sierra. A partir de aquí, la temperatura media anual va descendiendo según se va ascendiendo. Las estimaciones para las cimas de sierra Espuña, por encima de los 1500 m sobre el nivel del mar, se situarían en los 11 °C. Respecto a las precipitaciones en esa zona del municipio de Totana, los acumulados anuales se sitúan por encima de los 400 mm en la vertiente norte y zonas altas, pudiendo ser incluso superiores a los 500 mm.

## Demografía
Totana cuenta con una población de 33 663 habitantes (INE 2024).

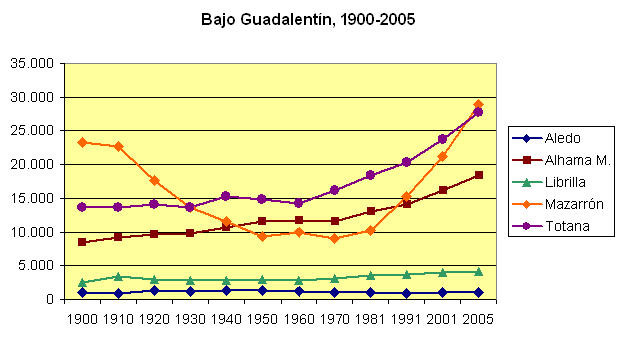
Totana (en lila en el cuadro) ha sido desde 1930 hasta ahora el municipio más poblado del Bajo Guadalentín

| Gráfica de evolución demográfica de Totana entre 1842 y 2021                                                        |
| |
| Población de derecho según los censos de población del INE Población de hecho según los censos de población del INE |

## Economía
Los principales sectores económicos de Totana son la agricultura (calabaza totanera, pimiento de bola y uva de mesa) y la ganadería (porcina y avícola). En los últimos años el crecimiento económico ha propiciado el desarrollo de otros sectores como el de la industria cárnica, la construcción, el almacenaje y distribución de huevos y los productos fitosanitarios. Además, Totana también posee una importante artesanía tradicional destacando la alfarería y la cerámica.

## Servicios

### Transporte

#### Carreteras
- La autovía del Mediterráneo (A-7) comunica a Totana con las localidades de Lorca, Puerto Lumbreras, Almería y Granada (esta última por la autovía A-91 y A-92N desde Puerto Lumbreras) y en el otro sentido con Alhama de Murcia, Librilla, Alcantarilla, Murcia y Alicante.
- Autovía autonómica RM-3. Hacia Mazarrón. En Mazarrón enlaza con la autopista del Mediterráneo (AP-7).
- Carretera autonómica RM-502

#### Autobús
Prestan servicio las siguientes líneas interurbanas:
| Línea     | Recorrido                                  | Operador       |
| --------- | ------------------------------------------ | -------------- |
| 41        | Cartagena - Fuente Álamo de Murcia - Lorca | ALSA (TUCARSA) |
| MUR-043-1 | Lorca - Murcia                             | Interbus       |
| MUR-056   | Aledo - Totana                             | Espuña         |
| MUR-087   | Lorca - Totana - Alhama - Mazarrón         | Martínez       |

También prestan servicio las siguientes líneas de autobús de largo recorrido:
| Línea   | Recorrido                                 | Operador |
| ------- | ----------------------------------------- | -------- |
| VAC-025 | Murcia - Sevilla por Granada con hijuelas | ALSA     |
| VAC-229 | Murcia - Almería                          | ALSA     |

#### Ferrocarril
Dispone de una estación de la línea de Cercanías de Murcia. La Línea C-2 une Totana con Murcia y con Águilas atravesando a su paso una parte de la provincia de Almería.

#### Aeropuertos
El aeropuerto más cercano a la localidad es el Aeropuerto Internacional de la Región de Murcia situado a 62,2 km en Corvera (Murcia).

## Patrimonio

### Yacimientos arqueológicos

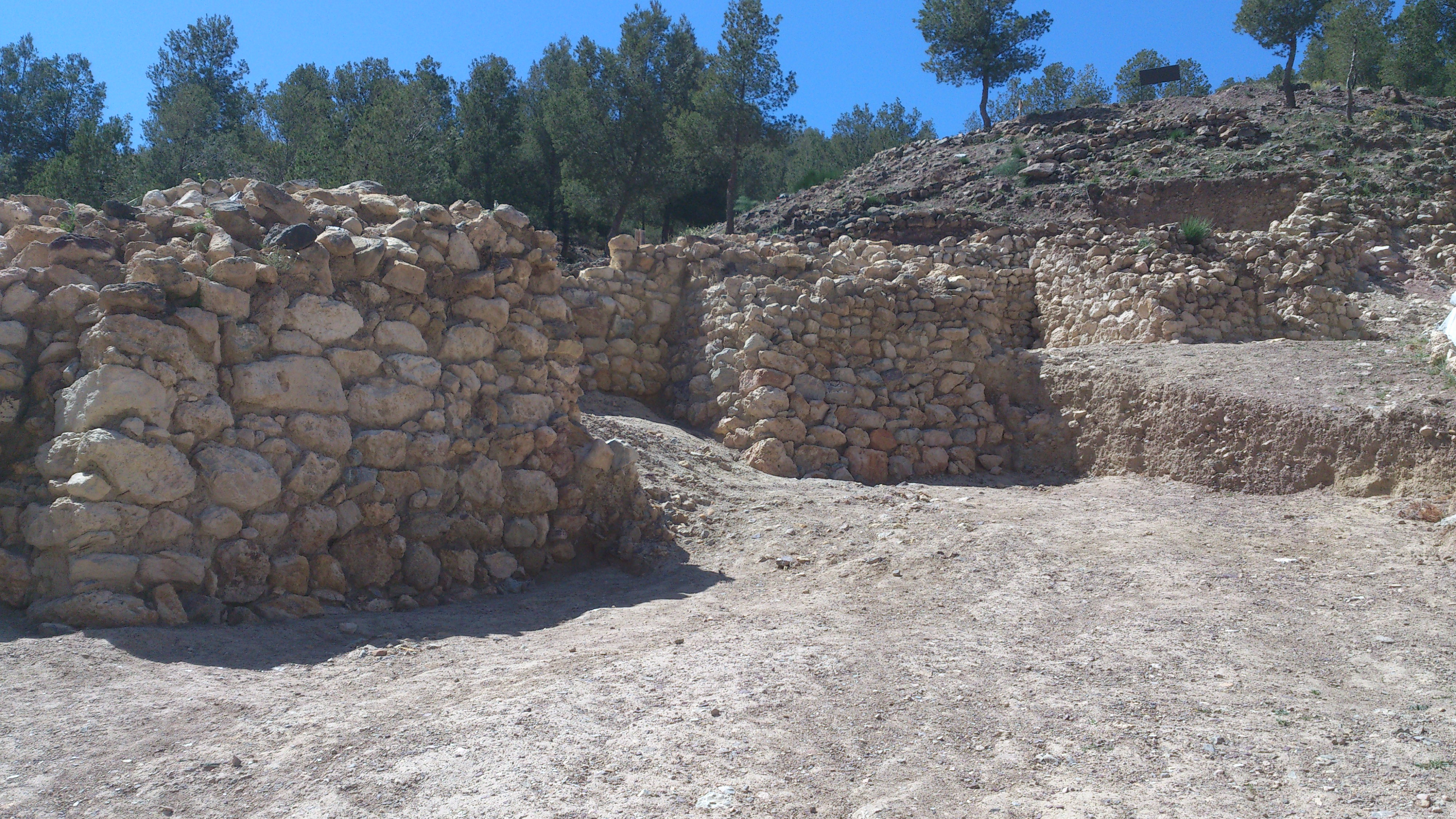
Murallas de La Bastida de Totana, ciudad fortificada fechada en 2200 a. C., con influencias orientales y una arquitectura que podría derivar de la de Troya II

Destaca La Bastida de Totana, uno de los más importantes de Europa continental de la Edad del Bronce, fundamental para conocer la llamada Cultura del Argar. Situado en un cerro a las afueras de Totana.
También es reseñable el yacimiento de Las Cabezuelas, con una prolongada secuencia que va desde la Edad del Bronce hasta el periodo andalusí (finalizando su ocupación sobre el año 1100). Pudiendo ser la Towtana que mencionan los cronistas árabes, origen del actual Totana, destruida y abandonada con la ocupación de Aledo por las tropas del Alfonso VI y el posterior sitio de Aledo.

### Monumentos religiosos
- Iglesia de Santiago el Mayor:

Su construcción data de entre los años 1535-1567. Con el considerable aumento de población producido desde principios de ese siglo (el Reino de Granada había caído y la gente, teniendo mayor seguridad, empezó a poblar los valles) se consideró edificar un templo nuevo ya que el pequeño de la Concepción, único que existía como anejo a la parroquia de Santa María de Aledo, era insuficiente para albergar a los vecinos en sus ritos litúrgicos.
La arquitectura del edificio es de estilo toscano, la portada de estilo plateresco y su interior de planta basilical; destacando el ábside de forma poligonal con planta de tres naves y seis tramos con capillas laterales. Su estructura presenta la particularidad de los pilares con arcos longitudinales que ofrecen una mayor monumentalidad al edificio. El artesonado del techo es de estilo mudéjar, y fue realizado por el lorquino Esteban Riberón. El altar mayor cuenta con un gran retablo barroco de columnas salomónicas adornadas con las típicas hojas de parra. El sagrario, también dorado, fue obra de Antonio Caro El Viejo, natural de Orihuela.
- Templo Parroquial de las Tres Avemarías: Fue inaugurado en el año 1604. Año en que se hizo cargo del convento la Orden de Franciscanos Alcantarinos. El antiguo convento (De franciscanos descalzos), fue concedido al Concejo de la villa tras numerosas peticiones hechas al monarca ya que la parroquia de Santiago era insuficiente para atender las demandas de culto de los vecinos. En 1602, se establece en Totana la Orden Franciscana y se le hace donación de la ermita de San Roque y los solares anexos para la edificación del convento que estaría ubicado en el Barrio de Triana. Un año después termina la construcción, fundándose el Monasterio de San Buenaventura. La iglesia actual es de estilo renacentista y en su interior conserva una cripta del siglo XVII.

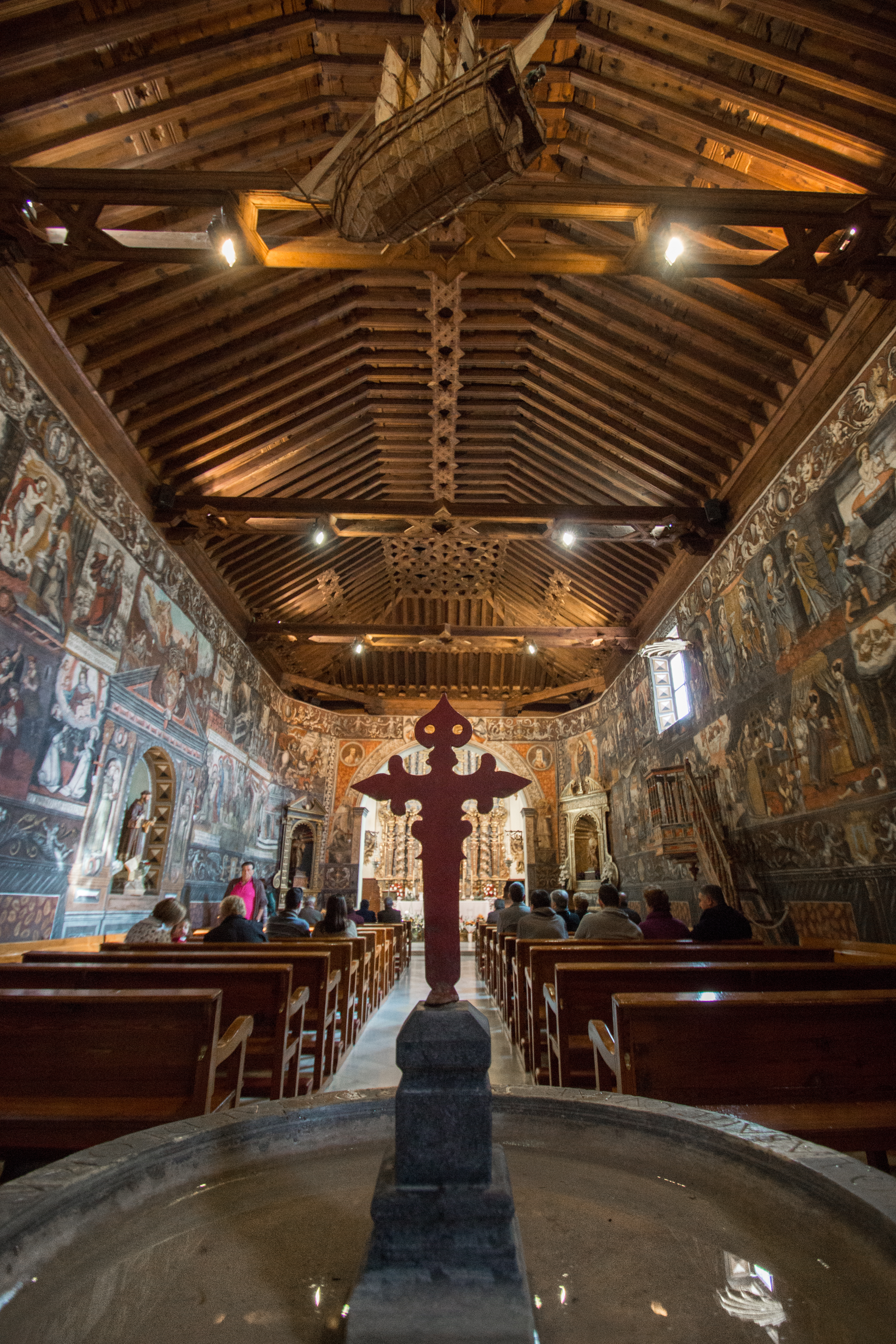
Imagen del interior del Santuario de La Santa, con su artesonado mudéjar y los frescos de las paredes

- Santuario de Santa Eulalia (o de La Santa): es uno de los lugares más populares del municipio, y está ubicado en un bello paraje en las faldas de Sierra Espuña, a 7 kilómetros de Totana y a 600 metros sobre el nivel del mar. En el siglo XIV, ya se tienen noticias de la existencia de un pequeño santuario, construido por los Caballeros de la Orden de Santiago, sobre unas tierras cedidas por el rey Alfonso X El Sabio en el siglo XIII. El santuario actual fue levantado con ayuda de limosnas de los fieles en el año 1574. El culto a la Santa estaba casi extinguido, tan solo se recordaba la existencia de un pequeño centro de devoción. A finales del siglo XVI la devoción a la Santa crece, al creerla con poderes milagrosos, cura enfermos y tullidos que beben agua de la fuente situada frente a la ermita, a la que le atribuyen propiedades curativas. La iglesia es de estilo toscano formada por una nave central de forma rectangular, la cubierta es a dos aguas con techo de madera y artesonado mudéjar. Las paredes están recubiertas de pinturas que datan de 1624, y hacen alusión a la vida y milagros de la santa, de Jesucristo y de los franciscanos. La obra, de aproximadamente 200 metros cuadrados, con 48 escenas divididas en dos franjas, conforman un total de 216 figuras principales atribuidas a fray Antonio Bernón.
- Ermita de San Roque: se encuentra en una colina al norte del casco urbano. Data del siglo XVIII. Es un edificio de estilo toscano de planta rectangular y una sola nave, cubierta de bóveda semicircular sustentada por arcos fajones y cúpula semiesférica sobre el crucero; adornada con pinturas dieciochescas de motivos florales y guirnaldas o cadenetas en tonos de azul y rojo. A cada lado de dicha nave hay cinco capillas. En el altar mayor se encuentra, en hornacina cubierta de cristales, la imagen en madera de San Roque, y sobre esta un cuadro que representa a Sto. Domingo recibiendo el santo rosario de manos de la Virgen.
- Ermita de San José: está situada sobre una meseta, al noroeste del casco urbano, en el Barrio San José. Fue construida entre 1693 y 1697, teniendo que ser restaurada a finales del siglo XVIII. El edificio es de estilo Toscano, y consta de una sola nave con planta rectangular cubierto de bóveda semicircular y rodeado de un atrio. Sobre la puerta principal, hay una pequeña hornacina con la estatua en piedra del Niño Jesús y en sus ángulos existen otras dos hornacinas con las estatuas de la Santísima Virgen y San José. En el altar mayor se encuentra el camarín con la imagen en madera tallada del titular San José, y a cada lado de la nave principal se abren cuatro capillas. La última restauración del templo data del año 1995.
- Ermitas rurales: Santa Leocadia (Dip.Sierra); Las Viñas-Carivete (Dip.Viñas); La Huerta" (Dip.Huerta); San Pedro (Dip.Lebor); La Araña (Dip.Raiguero); E. vieja de Corral Rubio o Santo Domingo (Dip.Raiguero); E. del Raiguero Bajo (Dip.Raiguero); Las Lomas (Dip.Paretón); Cantareros (Dip.Paretón).
- Capilla de la Milagrosa: edificación de gusto neogótico, levantada a finales del siglo XIX, sobre el solar que ocupó la ermita de la Concepción, primera de las iglesias construidas en Totana (1378). En lo que hoy es el jardín que la circunda estuvo situado anteriormente el Hospital de la Concepción, en donde la cofradía del mismo nombre, mantenía a su costa y con la ayuda de las limosnas de los vecinos las necesidades que, en la enfermedad y a la hora de la muerte, reclamaban los más pobres y necesitados

### Monumentos civiles
- Ayuntamiento (siglo XVIII).
- Fuente de Juan de Uzeta (siglo XVIII).
- Arco de las Ollerías/ Arco de San Pedro/ Arco de La Rambla

## Administración y política

### Gobierno municipal
| Periodo   | Nombre                    | Partido | Partido                                               |
| --------- | ------------------------- | ------- | ----------------------------------------------------- |
| 1979-1987 | Antonio Pérez Férez       |         | Partido Socialista de la Región de Murcia (PSRM-PSOE) |
| 1987-1995 | Pedro Sánchez Hernández   |         | Partido Socialista de la Región de Murcia (PSRM-PSOE) |
| 1995-1999 | Juan Morales Cánovas      |         | Partido Popular (PP)                                  |
| 1999-2003 | Alfonso Martínez Baños    |         | Partido Socialista de la Región de Murcia (PSRM-PSOE) |
| 2003-2007 | Juan Morales Cánovas      |         | Partido Popular (PP)                                  |
| 2007-2011 | José Martínez Andreo      |         | Partido Popular (PP)                                  |
| 2011-2015 | Isabel María Sánchez Ruiz |         | Partido Popular (PP)                                  |
| 2015-2017 | Juan José Cánovas Cánovas |         | Izquierda Unida (IU)                                  |
| 2017-2019 | Andrés García Cánovas     |         | Partido Socialista de la Región de Murcia (PSRM-PSOE) |
| 2019-2022 | Juan José Cánovas Cánovas |         | Izquierda Unida (IU)                                  |
| 2022-2023 | Pedro José Sánchez Pérez  |         | Izquierda Unida (IU)                                  |
| 2023-act. | Juan Pagán Sánchez        |         | Partido Popular (PP)                                  |

| Partido político                                      | 2023  | 2023  | 2023       | 2019  | 2019  | 2019       | 2015  | 2015  | 2015       | 2011  | 2011  | 2011       | 2007  | 2007  | 2007       |
| Partido político                                      | Votos | %     | Concejales | Votos | %     | Concejales | Votos | %     | Concejales | Votos | %     | Concejales | Votos | %     | Concejales |
| Partido Popular (PP)                                  | 4007  | 28,91 | 7          | 3381  | 26,87 | 6          | 4675  | 36,76 | 8          | 6967  | 49,28 | 11         | 8469  | 58,09 | 13         |
| Podemos-Izquierda Unida (IU)                          | 3805  | 27,45 | 6          | 3436  | 27,31 | 6          | 3119  | 24,52 | 6          | 2548  | 18,02 | 4          | 1566  | 10,74 | 2          |
| Partido Socialista de la Región de Murcia (PSRM-PSOE) | 2671  | 19,27 | 4          | 2518  | 20,01 | 5          | 3181  | 25,01 | 6          | 3927  | 27,78 | 6          | 4259  | 29,21 | 6          |
| Vox                                                   | 2330  | 16,81 | 4          | 1295  | 10,29 | 2          | —     | —     | —          | —     | —     | —          | —     | —     | —          |
| Ciudadanos (CS)                                       | —     | —     | —          | 829   | 6,58  | 1          | 748   | 5,88  | 1          | —     | —     | —          | —     | —     | —          |
| Ahora Totana (AT)                                     | —     | —     | —          | 865   | 6,87  | 1          | —     | —     | —          | —     | —     | —          | —     | —     | —          |

### Organización territorial
Desde la antigüedad, se han distinguido en Totana dos grandes barrios: Triana, ubicado desde la Rambla de la Santa hacia Murcia; y Sevilla, ubicado desde la Rambla de la Santa hacia Lorca. Aunque tras los ensanches que sufrió la ciudad desde la década de 1970 hasta la actualidad han ido apareciendo nuevas asociaciones de vecinos a modo de barrios. Así, también distinguimos barrios como la Era Alta, Barrio de San José, barrio San Francisco, barrio San Roque, barrio de El Parral, barrio de Tirol-Camilleri, barrio de La Ramblica, y los barrios de Las Peras, Olímpico, Estación y Triptolemos, que poseen una asociación de vecinos común. El barrio de La Báscula, situado entre los barrios de Olímpico y Estación, se encuentra recientemente urbanizado.
Dentro del municipio se encuentran ocho pedanías: Paretón, Raiguero, Lebor, Las Viñas, Huerta, Ñorica, Sierra y Mortí, las cuales están a su vez integradas por una o más entidades de población. Según el nomenclátor de población publicado por el INE (Instituto Nacional de Estadística) en el municipio se divide en 20 entidades de población incluyendo su capital.
| Entidad de población | Población (2020) |
| -------------------- | ---------------- |
| La Huerta            | 255              |
| Lebor                | 631              |
| Mortí                | 1569             |
| Ñorica               | 573              |
| Paretón              | 1564             |
| Raiguero             | 241              |
| La Sierra            | 56               |
| Totana (ciudad)      | 27 426           |
| Las Viñas            | 14               |
| Total                | 32 329           |

## Cultura
Una de las disciplinas artísticas con idiosincrasia propia en la ciudad de Totana es la música, ya sea de cariz popular con las típicas cuadrillas de ánimas murcianas y sus "cantos de Pascua" (cuando diversos grupos musicales van de casa en casa y el anfitrión los agasaja con productos navideños), o de música moderna con bandas como Inkeys, The Tracks o La Calle del Silencio. En música clásica destaca el compositor totanero Juan Miguel Murani, el contratenor Pedro Pérez y la coral Vox Musicalis. 
También destaca la alfarería, contando este municipio con gran cantidad y calidad de artesanos, siendo uno de los emblemas de la ciudad. Tal es así que en la avenida Rambla de La Santa se encuentra el centro tecnológico de la artesanía de la Región de Murcia.

### Gastronomía
- Arroz con magra o costillejas
- Arroz con conejo
- Michirones
- Sopa engato
- Conejo frito con tomate
- Cocido totanero
- Hígado y asadura fritos
- Patatas cocidas con ajo
- Ensalada de tomate
- Pipirrana
- Olla fresca
- Paparajotes, albóndigas de bacalao con garbanzos. (no confundir con el postre homónimo típico de la capital)
- Torta de pimiento molido

Postres
- Pan de calatrava
- Tortas fritas
- Dulces de Pascua
- Garabazo (mona) para el día de San Marcos (25 de abril), consistente en una torta de pascua o de naranja con un huevo duro en el centro.
- Santiaguitos
- Tarta madano

### Deporte
- El Club de Tenis Totana es club local principal de Tenis y pádel entre otros
- El CB Totana, es el equipo de baloncesto
- El club de fútbol base de referencia es el Club Escuela de fútbol de Totana (CEF Totana)
- El equipo de fútbol local es el Club Olímpico de Totana
- El Club de fútbol sala es el de Los Capuchinos
- El Club de Orientación en la naturaleza se denomina Totana-O
- El Club de Rugby Totana es el CRT
- El Club de Bádminton es el CBC Totana, Club de Bádminton Ciudad de Totana
- El club de Aikido de Totana, AikidoTotana
- Colombicultura

### Festividades
- 25 de julio. Santiago Apóstol (patrón).
- 3 de diciembre. Comienzo de la "feria de día" de Totana, en la que se monta una carpa donde los bares y restaurantes montan chiringuitos y barras para dar a degustar sus bebidas, comidas y arroces a aquellos que festejan el día de la patrona. Esta fiesta suele durar entre 7 y 10 días.
- 10 de diciembre. Santa Eulalia de Mérida (Patrona): El día 8 de diciembre es típico acompañar la imagen de la Patrona en su bajada desde el Santuario (La Santa) hasta el pueblo, en cuyo templo de Santiago permanecerá hasta el día 7 de enero.
- 7 de enero. Romería Santa Eulalia de Mérida: es típico realizar una subida al Santuario de la Santa para acompañar a la imagen en su subida a este, situado a unos 7 km.
- En febrero tiene lugar el carnaval totanero, comenzando posteriormente la Cuaresma.
- Semana Santa. Declarada de interés turístico regional desde 2012. La Semana Santa de Totana, uniendo tradición y modernidad, es en general una celebración de austeridad en unos días y en otros, explosión de vitalidad.

## Ciudades hermanadas
La ciudad de Totana está hermanada con:
- Mérida (España)
- Uchaud (Francia)
- Kalocsa (Hungría)